# 혈변
혈변(血便, hematochezia, hematochezia)은 흑변과는 반대로 항문을 통해 보통은 대변과 동반하여 신선혈이 통과하는 일을 말한다. 피똥이라고도 한다. 혈변은 흔히 하부 위장관 출혈과도 관련되지만 급속도의 상부 위장환 출혈로 인해 발생할 수도 있다. 혈변과 rectorrhagia 간의 차이는 후자의 경우 직장 출혈이 배변을 동반하지 않는다는 것이다. 그 대신 변 없이 신선혈이 배출된다. BRBPR(bright red blood per rectum)이라는 문구는 혈변과 rectorrhagia와 연관된다. 또, 닦을 때 휴지에 피가 묻는 hematopapyrus와도 구별하는 것이 중요하다.

## 병인
성인의 경우 대부분은 치질과 게실증이 원인인데, 둘 다 상대적으로 양성이다. 그러나 잠재적으로 치명적인 대장암에 의해서도 발병할 수 있다. 신생아의 경우 혈변은 분만 과정에서 어미의 피를 삼켜서 발생할 수 있지만 조산아에 심각한 영향을 미치는 신생아 괴사성 장염의 초기 증상일 수도 있다. 유아의 경우 혈변이 복통을 동반하면 장중첩과 연관된다. 청소년의 경우 염증성 장 질환, 특히 궤양성 대장염이 혈변의 병인일 수 있다.

## 같이 보기
- 흑변